# Nížkov
Nížkov település Csehországban, a Žďár nad Sázavou-i járásban. Nížkov Brzkov, Olešenka, Polná, Poděšín, Sirákov, Matějov, Sázava, Újezd, Rosička és Nové Dvory településekkel határos. Lakosainak száma 958 fő (2024. január 1.).

## Népesség
A település lakosságának változását az alábbi diagram mutatja:
| Lakosok száma | 900  | 939  | 962  | 753  | 728  | 864  | 972  | 981  | 962  | 958  |
|               | 1869 | 1890 | 1921 | 1950 | 1980 | 2001 | 2017 | 2019 | 2022 | 2024 |